# Liste der Baudenkmäler in Friedberg (Bayern)
Auf dieser Seite sind die Baudenkmäler in der schwäbischen Stadt Friedberg zusammengestellt. Diese Tabelle ist eine Teilliste der Liste der Baudenkmäler in Bayern. Grundlage ist die Bayerische Denkmalliste, die auf Basis des Bayerischen Denkmalschutzgesetzes vom 1. Oktober 1973 erstmals erstellt wurde und seither durch das Bayerische Landesamt für Denkmalpflege geführt wird. Die folgenden Angaben ersetzen nicht die rechtsverbindliche Auskunft der Denkmalschutzbehörde.
 Die Liste gibt den Fortschreibungsstand vom 18. September 2019 wieder und umfasst 135 Baudenkmäler.

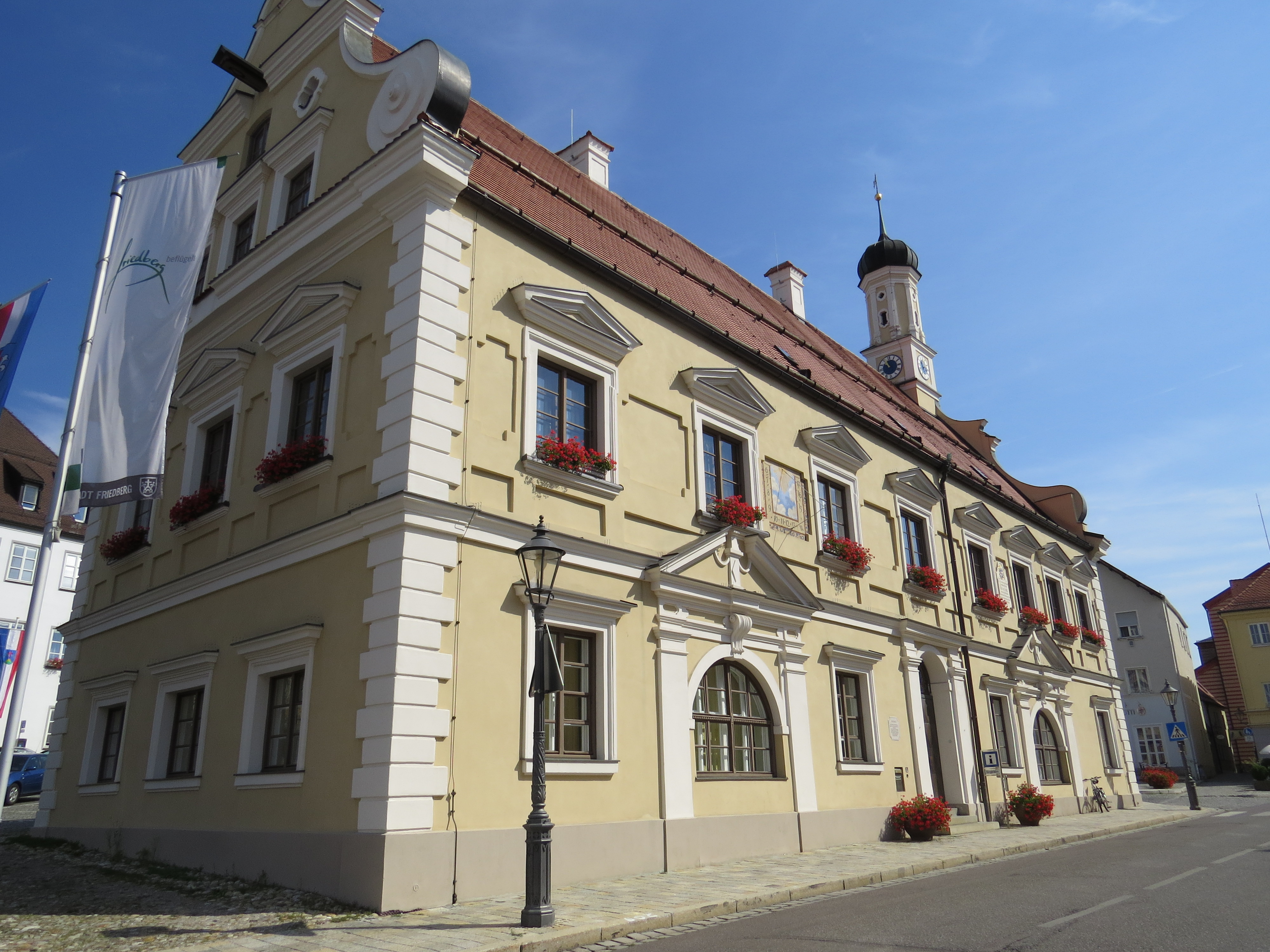
Rathaus in Friedberg

## Ensembles

### Ensemble Altstadt Friedberg

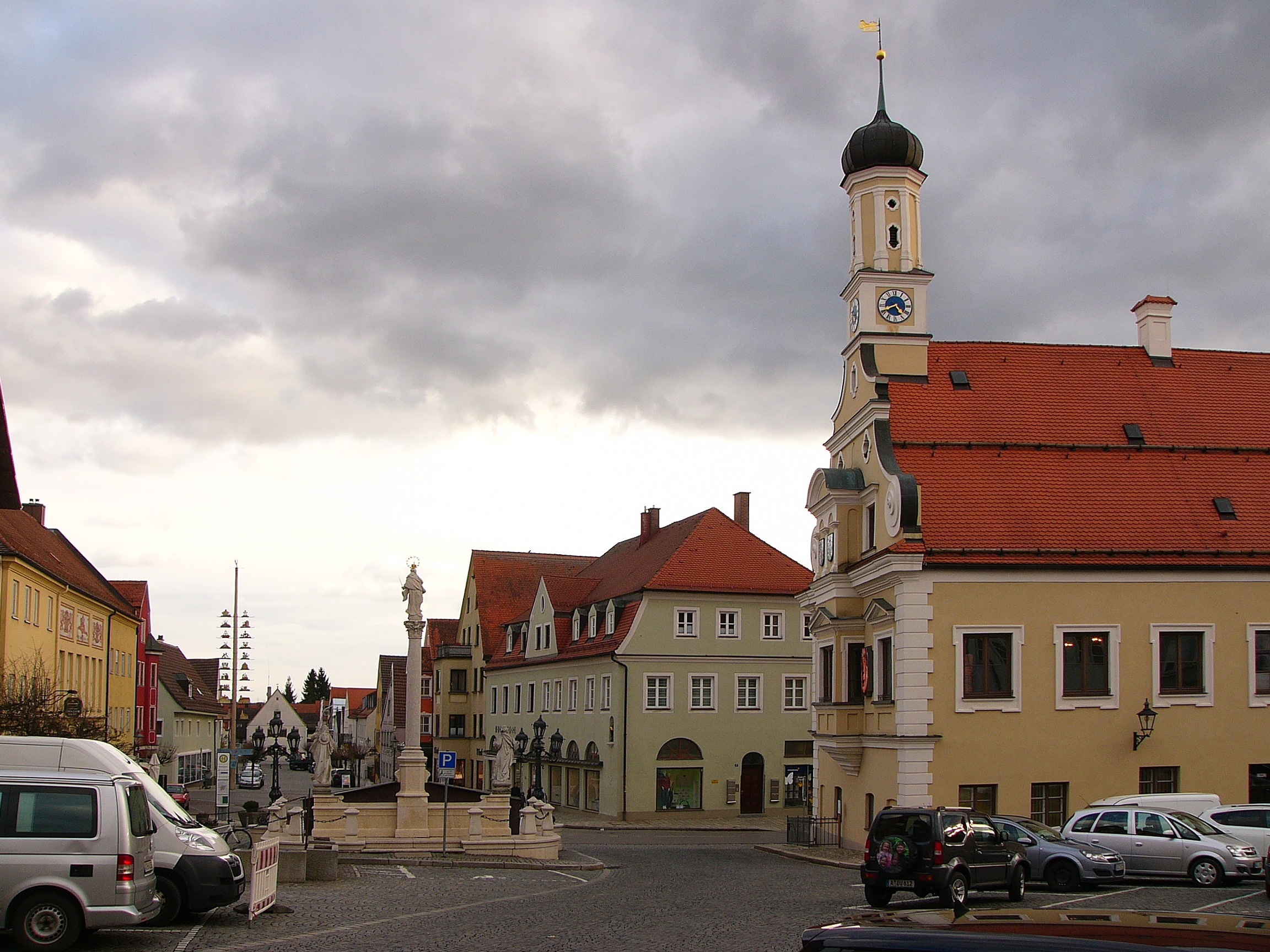

Der historische Stadtraum der ehemaligen bayerischen Grenzfestung Friedberg, wie er sich innerhalb der Ausdehnung der spätmittelalterlichen Stadtmauer entwickelt hat, und das Schloss Friedberg mit Wall und Graben bilden zusammen ein Ensemble. Seine Umgrenzung ist im Westen durch den Zug der Stadtmauer gegeben, im Osten und Süden durch den Stadtgraben, im Norden durch die Schloßstraße und die Schlossanlage mit ehemaliger Wall- und Grabenzone. 
Die Stadt Friedberg ist bayerische Herzogsgründung als Vorposten gegen das grenznahe Augsburg. Gründungsgeschichtlich gehört es in die Reihe der vielen und schnell aufeinanderfolgenden Stadtgründungen des 13. Jahrhunderts in Bayern, typologisch, als einzige Stadt im westlichen Grenzstreifen von Altbayern, am Lechrain, zu den Planstädten mit annähernd quadratischem Grundriss, vergleichbar mit Neustadt an der Donau oder Kelheim. Seine strategische Funktion ergibt sich wesentlich aus der topographischen Situation: Die Stadt erhebt sich in beherrschender Lage etwa vierzig bis fünfzig Meter hoch auf dem an dieser Stelle abrupt abfallenden Donau-Isar-Hügelland und bietet Einblick in das westlich sich anschließende Lechtal. Eigentlicher Ausgangspunkt ihrer Gründung war die Festung am Nordrand der Siedlung, 1257 durch Herzog Ludwig II. von Bayern erbaut, vorgeschobenes bayerisches Bollwerk, gegen den Bischof und die Stadt Augsburg, zum Schutz der wichtigen hier vorbeiführenden Land- und Salzstraße nach Ingolstadt, der Post- und Weinstraße nach München und vor allem zur Überwachung der nahe bei der Lechbrücke errichteten herzoglich bayerischen Zollstätte „zum Hochzoll“. Die Stadt wurde 1264 für den letzten Staufer Konradin durch seinen Vormund Herzog Ludwig II. gegründet; die Gründungsurkunde enthält den Bauplan im heute noch erkennbaren Schachbrettsystem. Der Festungsbau erfolgte seit 1409 durch Herzog Ludwig den Gebarteten; Stadtmauer, Türme, Gräben erhöhten den Verteidigungswert der Stadt. Ihre wichtige Lage bringt ihr vielfache Verwüstung, vom Ende des 13. Jahrhunderts an bis nach 1800 sind Stadt und Burg durch kriegerische Auseinandersetzungen stark in Mitleidenschaft gezogen, vor allem im Dreißigjährigen Krieg. Der Wiederaufbau erfolgte immer auf ursprünglichem Grundriss. Im Gegensatz zu anderen quadratisch angelegten Planstädten mit zentralem Hauptstraßenkreuz durchzieht in Friedberg eine Hauptstraße (Ludwigstraße) als Durchgangsstraße den Stadtkörper von Osten nach Westen, zweimal rechtwinklig geknickt, am Eintritts- und Austrittspunkt bis 1868 durch Stadttore bezeichnet. Diese nicht wesentlich breite Hauptachse erweitert sich zweimal nach Norden hin zu den Plätzen, auf denen Rathaus und Kirche stehen, wobei die Kirche vom Hauptverkehr zurückgesetzt erscheint, während das Rathaus allseitig frei steht. Von der Hauptstraße zweigen im rechten Winkel mäßig breite und relativ schmale Nebenstraßen ab, streng von Norden nach Süden und in relativ gleichen Abständen parallel zueinander liegend; der Begrenzung durch die Stadtmauer entsprechend enden sie sackgassenartig in schmalen Verbindungsgassen. Schloßstraße und Tal bilden steilabfallend, dann wieder aufsteigend den Zugang zum Schloss. Die intensive Nutzung des durch den Mauergürtel vorgegebenen Terrains zeigt sich in der dichten Grundstücksbebauung, im Aufrissbild in geschlossenen Platz- und Straßenräumen, wobei architektonisch die Dimensionen und Proportionen mittels einer bürgerlich kleinstädtischen Bebauung des 18. und 19. Jahrhunderts gewahrt sind. Der wirtschaftlichen Struktur einer durch Handwerk geprägten Stadt entspricht der Typ des höchstens zweigeschossigen Wohn- und Handwerkerhauses, einem schlichten Putzbau mit steilem Giebel- oder Mansarddach und rundbogiger Toreinfahrt. Der Eindruck von Vielfalt entsteht im Straßenbild durch wechselnde Höhenlagen des Terrains, unterschiedliche Firsthöhen, Wechsel von Trauf- und Giebelständigkeit der Häuser. Im Kontrast zu den regelmäßigen geradlinigen Straßenanlagen des Innenstadtbereichs steht die engere, schmalere und kleinteiligere Bebauung entlang der leicht gekrümmten Gassen des inneren Randbereichs der Stadtmauer. Vereinzelt stehen dekorative Bürgerhäuser in der Nähe des Rathauses. Die Stadtmauer ist im Westen und Nordwesten erhalten, ihre Schalentürme sind abgeschrägt und ausgebaut. Entlang der östlichen und südlichen Stadtmauerlinie sind Mauerteile in die Bausubstanz von Schmied- und Wintergasse integriert; Kopfsteinpflaster dominiert als Straßenbelag. Die Schloßstraße ist auf der östlichen Seite in ihrem zum Schlossbereich abfallenden Teil durch eine Reihe schlichter Giebelhäuser des 19. Jahrhunderts geschlossen bebaut; der Bereich des Tals außerhalb der Stadtmauer ist weitgehend ungestaltet. In Fernsicht von Westen her zeigt sich am anschaulichsten der bastionsartige Charakter der hochgelegenen, von Mauer und Türmen umgebenen ehem. Festungsstadt, von der das ebenfalls hochgelegene Schloss durch Graben, Wall und Freifläche strategisch getrennt ist.
Aktennummer: E-7-71-130-1

## Stadtbefestigung

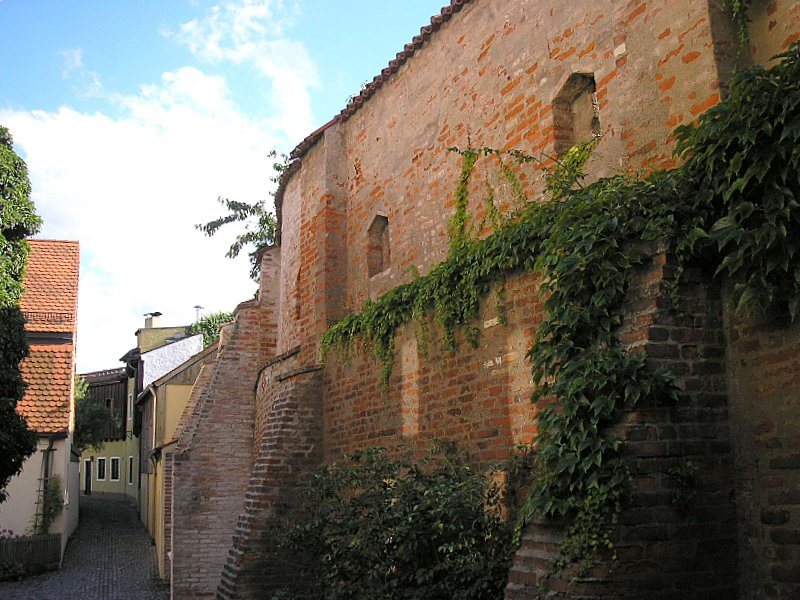

Mauerzug im Westen und Nordwesten erhalten, zum Teil freistehend mit Strebepfeilern und Schießscharten, entlang der östlichen und südlichen Befestigungslinie Mauerteile in die Bebauung von Schmied- und Wintergasse einbezogen, Festungsausbau durch Herzog Ludwig III., seit 1409; 
Befestigungstürme, fünfzehn Türme, zumeist nach der Feldseite halbrund geschlossen, größtenteils in die Wohnhäuser einbezogen und ausgebaut (Friedberger Berg 11, Schmiedgasse 8, 20, 26, Stadtmauer 3, 15, 25, 27, 29, 39, 41, 43, 45, Wintergasse 9, 21 rekonstruierend erneuert).
Aktennummer: D-7-71-130-1

## Baudenkmäler nach Ortsteilen

### Friedberg

#### Innerhalb des Ensembles
| Lage                               | Objekt                                                              | Beschreibung | Akten-Nr.               | Bild                                                                |
| ---------------------------------- | ------------------------------------------------------------------- | --- | ----------------------- | ------------------------------------------------------------------- |
| Bahnhofstraße 6 (Standort)         | Bürgerhaus                                                          | Zweigeschossiger, giebelständiger Mansarddachbau, im Kern zweite Hälfte 18. Jahrhundert, Fassade um 1900. | D-7-71-130-5 Wikidata   | Bürgerhaus                                                          |
| Bahnhofstraße 12 (Standort)        | Bürgerhaus                                                          | Zweigeschossiger, giebelständiger Satteldachbau mit Erker, 18. Jahrhundert, später verändert. | D-7-71-130-6            | Bürgerhaus                                                          |
| Bahnhofstraße 18 (Standort)        | Bürgerhaus                                                          | Erdgeschossiger, giebelständiger Mansarddachbau, 18. Jahrhundert, 1992/93 und 2004 umgebaut. | D-7-71-130-7 Wikidata   | Bürgerhaus                                                          |
| Bauernbräustraße 2 (Standort)      | Bürgerhaus                                                          | Dreigeschossiger Mansarddachbau in Ecklage, klassizistische Putzfassade, bezeichnet mit „1788“. | D-7-71-130-9 Wikidata   | Bürgerhaus                                                          |
| Bauernbräustraße 6 (Standort)      | Gasthaus zum Bleicher                                               | Stattlicher zweigeschossiger Giebelbau mit steilem Satteldach, um 1695 (dendrochronologisch datiert), im Innern verändert. | D-7-71-130-165 Wikidata | Gasthaus zum Bleicher                                               |
| Bauernbräustraße 7 (Standort)      | Bürgerhaus                                                          | Zweigeschossiger traufständiger Satteldachbau mit korbbogigem Hofdurchfahrtstor, im Kern 1659 (dendrochronologisch datiert), Anhebung der Trauflinien und Ausbau eines Obergeschosses wohl zweite Hälfte 19. Jahrhundert. | D-7-71-130-191          | Bürgerhaus                                                          |
| Bauernbräustraße 10 (Standort)     | Bürgerhaus                                                          | Giebelständiger, zweigeschossiger Satteldachbau mit polygonalem Eckerker und Schweifgiebel mit Ladeluken und Kranbalken, zweite Hälfte 17. Jahrhundert. | D-7-71-130-12 Wikidata  | Bürgerhaus                                                          |
| Bauernbräustraße 11 (Standort)     | Bürgerhaus                                                          | Zweigeschossiger Bau mit Mansardwalmdach, Putzgliederung und Erkerturm mit Zwiebelhaube, 1896. | D-7-71-130-13 Wikidata  | Bürgerhaus                                                          |
| Bauernbräustraße 13, 15 (Standort) | Bürgerhaus                                                          | Traufseitiger, zweigeschossiger Mansarddachbau mit Tordurchfahrt, im Kern 18. Jahrhundert. | D-7-71-130-14 Wikidata  | Bürgerhaus                                                          |
| Bauernbräustraße 21 (Standort)     | Bürgerhaus                                                          | Zweigeschossiger, giebelständiger Satteldachbau mit Schweifgiebel, im Kern Ende 18. Jahrhundert, Putzgliederung Anfang 20. Jahrhundert. | D-7-71-130-15 Wikidata  | Bürgerhaus                                                          |
| Bauernbräustraße 24 (Standort)     | Bürgerhaus                                                          | Zweigeschossiger Walmdachbau mit profiliertem Traufgesims, um 1756 (dendrochronologisch datiert). | D-7-71-130-16 Wikidata  | Bürgerhaus                                                          |
| Bauernbräustraße 26 (Standort)     | Bürgerhaus                                                          | Zweigeschossiger, giebelständiger Satteldachbau mit Putzbändern, erste Hälfte 18. Jahrhundert. | D-7-71-130-17 Wikidata  | Bürgerhaus                                                          |
| Bauernbräustraße 36 (Standort)     | Ehemaliges Wirtschaftsgebäude, vormals Bierkeller                   | Breite, erdgeschossige Anlage mit Mansarddach, giebelständig, 18. Jahrhundert mit Kern des 17. Jahrhunderts. | D-7-71-130-18           | Ehemaliges Wirtschaftsgebäude, vormals Bierkeller                   |
| Eisenberg 1 (Standort)             | Ehemalige Schule                                                    | Zweigeschossiger Satteldachbau mit polygonalen Eckerkern und Ladeluken im Giebelfeld, barocke Eingangstüre mit schmiedeeisernem Ziergitter, Ecklage, um 1646 (dendrochronologisch datiert), nordöstlicher Anbau um 1640 (dendrochronologisch datiert). | D-7-71-130-19 Wikidata  | weitere Bilder                                                      |
| Eisenberg 3 (Standort)             | Ehemalige Mädchenschule                                             | Dreigeschossiger Walmdachbau mit seitlichen Risaliten unter geschwungenen Giebeln, 1904/05 in neubarocken Formen errichtet. | D-7-71-130-186 Wikidata | Ehemalige Mädchenschule                                             |
| Eisenberg 6 (Standort)             | Bürgerhaus                                                          | Zweigeschossiger Satteldachbau in Ecklage mit Nische als Ädikula, im Kern frühes 18. Jahrhundert, später verändert. | D-7-71-130-20 Wikidata  | Bürgerhaus                                                          |
| Friedberger Berg 5 (Standort)      | Bürgerhaus                                                          | Dreigeschossiger, giebelständiger Satteldachbau mit profilierten Gesimsen, frühes 19. Jahrhundert, 2000 tiefgreifend verändert. | D-7-71-130-21 Wikidata  | Bürgerhaus                                                          |
| Friedberger Berg 11 (Standort)     | Ehemalige Schmiede                                                  | Erdgeschossiger Walmdachbau, um 1820/30. | D-7-71-130-22 Wikidata  | weitere Bilder                                                      |
| Gassnergasse 8 (Standort)          | Bürgerhaus                                                          | Giebelständiger, zweigeschossiger Satteldachbau, erste Hälfte 18. Jahrhundert. | D-7-71-130-24 Wikidata  | Bürgerhaus                                                          |
| Haagstraße 4 (Standort)            | Bürgerhaus                                                          | Erdgeschossiger, giebelständiger Mansarddachbau, im Kern 18. Jahrhundert. | D-7-71-130-25 Wikidata  | Bürgerhaus                                                          |
| Haagstraße 6 (Standort)            | Bürgerhaus                                                          | Erdgeschossiger, giebelständiger Mansarddachbau, 1832/33 (dendrochronologisch datiert), Dachtragwerk unter Verwendung von Hölzern des Vorgängerbaus (auf 1654/55 dendrochronologisch datiert). | D-7-71-130-26 Wikidata  | Bürgerhaus                                                          |
| Jesuitengasse 1 (Standort)         | Bürgerhaus                                                          | Zweigeschossiger, giebelständiger Satteldachbau mit Schweifgiebel und Putzblenden, um 1670 (dendrochronologisch datiert), Fassade um 1900. | D-7-71-130-30 Wikidata  | Bürgerhaus                                                          |
| Jesuitengasse 2 (Standort)         | Wohnhaus                                                            | Zweigeschossiger Traufseitbau mit Satteldach, im Kern frühes 18. Jahrhundert. | D-7-71-130-29 Wikidata  | Wohnhaus                                                            |
| Jesuitengasse 4 (Standort)         | Wohnhaus                                                            | Zweigeschossiger Traufseitbau mit Satteldach, im Kern frühes 18. Jahrhundert. | D-7-71-130-31           | Wohnhaus                                                            |
| Jesuitengasse 5 (Standort)         | Ehemaliger Wasserturm                                               | Runder Backsteinturm mit Zahnschnittfries, im Charakter eines Befestigungsturmes, 1888/89. | D-7-71-130-32 Wikidata  | Ehemaliger Wasserturm                                               |
| Jesuitengasse 6 (Standort)         | Wohnhaus                                                            | Zweigeschossiger Traufseitbau mit Satteldach, im Kern 17. /18. Jahrhundert, modern übergangen. | D-7-71-130-33 Wikidata  | Wohnhaus                                                            |
| Jesuitengasse 7; 11 (Standort)     | Ehemalige Jesuitenkirche zu Unserer Lieben Frau, seit 1875 Wohnhaus | Zweigeschossiger Traufseitbau mit Satteldach und östlich Rest des ehemaligen Dachreiters, von Pater Johann Völk, 1588, wiederaufgebaut 1646 ff., 1803 umgebaut; Teilstücke der Klostermauer. | D-7-71-130-34 Wikidata  | Ehemalige Jesuitenkirche zu Unserer Lieben Frau, seit 1875 Wohnhaus |
| Jesuitengasse 8 (Standort)         | Wohnhaus                                                            | Zweigeschossiger Traufseitbau mit Satteldach und korbbogiger Hofeinfahrt, Ende 18. Jahrhundert. | D-7-71-130-35 Wikidata  | Wohnhaus                                                            |
| Jesuitengasse 11 (Standort)        | Ehemaliges Krankenhaus                                              | Zweigeschossiger Walmdachbau, 1826 (dendrochronologisch datiert), Nordwand unter Einbeziehung der jesuitischen Klostermauer. | D-7-71-130-36 Wikidata  | Ehemaliges Krankenhaus                                              |
| Jesuitengasse 13 (Standort)        | Bürgerhaus                                                          | Zweigeschossiger, giebelständiger Mansarddachbau mit Figurennische, im Kern um 1700. | D-7-71-130-37 Wikidata  | Bürgerhaus                                                          |
| Jungbräustraße 4 (Standort)        | Bürgerhaus                                                          | Zweigeschossiger, giebelständiger Mansarddachbau mit Gred und neugotischer Holztüre, zweite Hälfte 19. Jahrhundert. | D-7-71-130-38 Wikidata  | Bürgerhaus                                                          |
| Jungbräustraße 5 (Standort)        | Bürgerhaus                                                          | Schmaler zweigeschossiger, giebelständiger Mansarddachbau, Ende 18. Jahrhundert. | D-7-71-130-39 Wikidata  | Bürgerhaus                                                          |
| Jungbräustraße 10 (Standort)       | Bürgerhaus                                                          | Zweigeschossiger, giebelständiger Mansarddachbau, Ende 18. Jahrhundert. | D-7-71-130-42 Wikidata  | Bürgerhaus                                                          |
| Jungbräustraße 12 (Standort)       | Bürgerhaus                                                          | Giebelbau, Erdgeschoss um 1653 (dendrochronologisch datiert), Obergeschoss um 1658 (dendrochronologisch datiert), Greddach um 1660 (dendrochronologisch datiert). | D-7-71-130-43 Wikidata  | Bürgerhaus                                                          |
| Jungbräustraße 14 (Standort)       | Bürgerhaus                                                          | Erdgeschossiger, giebelständiger Mansarddachbau, Ende 18. Jahrhundert. | D-7-71-130-44 Wikidata  | Bürgerhaus                                                          |
| Jungbräustraße 16 (Standort)       | Bürgerhaus                                                          | Zweigeschossiger, giebelständiger Mansarddachbau mit Putzgliederung, Ende 18. Jahrhundert. | D-7-71-130-45 Wikidata  | Bürgerhaus                                                          |
| Jungbräustraße 17 (Standort)       | Bürgerhaus                                                          | Erdgeschossiger Giebelbau mit steilem Satteldach, um 1672/73 (dendrochronologisch datiert). | D-7-71-130-46 Wikidata  | Bürgerhaus                                                          |
| Jungbräustraße 18 (Standort)       | Bürgerhaus                                                          | Zweigeschossiger Giebelbau mit Satteldach, erste Hälfte 19. Jahrhundert. | D-7-71-130-47 Wikidata  | Bürgerhaus                                                          |
| Kreitmayrgasse 1 (Standort)        | Wohnhaus                                                            | Zweigeschossiger Giebelbau mit Satteldach, zweite Hälfte 19. Jahrhundert. | D-7-71-130-48 Wikidata  | Wohnhaus                                                            |
| Ludwigstraße 9 (Standort)          | Wohn- und Geschäftshaus                                             | Zweigeschossiger Satteldachbau in Ecklage mit Volutengiebel und Zwerchgiebel in Volutenform, profilierte Gesimse und Putzgliederung, im Kern um 1646/47 (dendrochronologisch datiert), im 18. Jahrhundert und 1915 verändert. | D-7-71-130-49 Wikidata  | Wohn- und Geschäftshaus                                             |
| Ludwigstraße 10 (Standort)         | Wohnhaus                                                            | Zweigeschossiger Satteldachbau in Ecklage mit polygonalem Eckerker, um 1653 (dendrochronologisch datiert), Hofeinfahrt 1988 erneuert. | D-7-71-130-50 Wikidata  | Wohnhaus                                                            |
| Ludwigstraße 16 (Standort)         | Bürgerhaus                                                          | Breitgelagerter, zweigeschossiger Bau in Ecklage mit hohem Satteldach und polygonalem Eckerker, im Kern 18. Jahrhundert, modern verändert. | D-7-71-130-52 Wikidata  | Bürgerhaus                                                          |
| Ludwigstraße 18 (Standort)         | Bürgerhaus                                                          | Zweigeschossiger Traufseitbau mit Satteldach, profilierten Gesimsen und Fries, 1894. | D-7-71-130-53 Wikidata  | Bürgerhaus                                                          |
| Marienplatz (Standort)             | Marienbrunnen                                                       | Mariensäule 1713, Seitenfiguren 1890/91, Becken 1974 erneuert. | D-7-71-130-65 Wikidata  | weitere Bilder                                                      |
| Marienplatz 1 (Standort)           | Rathaus                                                             | Zweigeschossiger Renaissancebau mit Giebelvoluten, kräftig profiliertem Erker, Fenster- und Türbekrönungen und Zwiebelturm, von Hans Schmidt, 1673/74, Turm 1911 in ursprünglicher Form wieder aufgebaut. | D-7-71-130-56 Wikidata  | weitere Bilder                                                      |
| Marienplatz 2 (Standort)           | Zweigeschossiger Gewölbekeller, ehemaliger Brauereikeller           | 18./19. Jahrhundert. | D-7-71-130-57 Wikidata  | Zweigeschossiger Gewölbekeller, ehemaliger Brauereikeller           |
| Marienplatz 3 (Standort)           | Bürgerhaus                                                          | Zweigeschossiger Walmdachbau mit Zwerchgiebel und Eckerker in geometrisierendem Jugendstil, Hofeinfahrt flachbogig, schmiedeeisernes Torgitter, 1908. | D-7-71-130-58 Wikidata  | Bürgerhaus                                                          |
| Marienplatz 4 (Standort)           | Bürgerhaus                                                          | Zweigeschossiger, giebelständiger Satteldachbau mit Volutengiebel, zweite Hälfte 18. Jahrhundert, Fassade um 1904. | D-7-71-130-59 Wikidata  | Bürgerhaus                                                          |
| Marienplatz 5 (Standort)           | Ehemaliges Jesuitenkolleg                                           | Dreigeschossiger Walmdachbau, im Kern 17. Jahrhundert, modern übergangen. | D-7-71-130-60 Wikidata  | weitere Bilder                                                      |
| Marienplatz 7 (Standort)           | Ehemaliges Baudrexlbräu                                             | Zweigeschossiger, giebelständiger Mansarddachbau mit Steherker, um 1647/48 (dendrochronologisch datiert). | D-7-71-130-61 Wikidata  | Ehemaliges Baudrexlbräu                                             |
| Marienplatz 16 (Standort)          | Wohn- und Geschäftshaus                                             | Dreigeschossiger, giebelständiger Satteldachbau, seitlich hölzerne Galerie, im Kern erste Hälfte 18. Jahrhundert, im frühen 20. Jahrhundert verändert. | D-7-71-130-63 Wikidata  | Wohn- und Geschäftshaus                                             |
| Marienplatz 17 (Standort)          | Wohn- und Geschäftshaus                                             | Zweigeschossiger Mansarddachbau mit Schopf und Zwerchgiebel, wohl 1782 errichtet, im 20. Jahrhundert mehrfach verändert. | D-7-71-130-64 Wikidata  | Wohn- und Geschäftshaus                                             |
| Pfarrstraße 6 (Standort)           | Ehemalige Schule, jetzt Stadtarchiv                                 | Zweigeschossiger Walmdachbau mit Mittelgiebel, Pilastergliederung und Zahnschnittfries, 1856. | D-7-71-130-67 Wikidata  | Ehemalige Schule, jetzt Stadtarchiv                                 |
| Pfarrstraße 12 (Standort)          | Bürgerhaus                                                          | Zweigeschossiger Giebelbau mit Greddach, wohl 18. Jahrhundert. | D-7-71-130-69 Wikidata  | Bürgerhaus                                                          |
| St.-Jakobs-Platz 1 1/2 (Standort)  | Katholische Pfarrkirche St. Jakobus der Ältere                      | Dreischiffige Säulenbasilika mit quadratischem Altarraum und eingezogener, halbrunder Apsis, in romanischitalianisierendem Stil, von Karl Bernatz, 1871 ff.; mit Ausstattung. | D-7-71-130-70 Wikidata  | weitere Bilder                                                      |
| St.-Jakobs-Platz 2 (Standort)      | Wohn- und Geschäftshaus                                             | Zweigeschossiger Giebelbau mit Satteldach und teilweise Segmentbogenfenstern, im Kern 18. Jahrhundert. | D-7-71-130-71 Wikidata  | Wohn- und Geschäftshaus                                             |
| St.-Jakobs-Platz 4 (Standort)      | Bürgerhaus                                                          | Zweigeschossiger Satteldachbau mit Putzgliederung und Dachluke, um 1666 (dendrochronologisch datiert), mit älterem Kern. | D-7-71-130-72 Wikidata  | Bürgerhaus                                                          |
| Schloßstraße 10 (Standort)         | Bürgerhaus                                                          | Erdgeschossiger Giebelbau mit Satteldach, Putzgliederung und Lemonenfenster, 1860. | D-7-71-130-74 Wikidata  | Bürgerhaus                                                          |
| Schloßstraße 21 (Standort)         | Ehemaliges Schloss, jetzt Museum                                    | Auf einer Bergkuppe gelegene, unregelmäßige, zwei- bzw. dreigeschossige Vierflügelanlage mit Sattel- und Pultdächern, 1257 angelegt und um 1409 ausgebaut, Wiederaufbau nach Brand, 1541 bis 1559: im Osten quadratischer Torturm mit Vorwerk und Zeltdach, 1552 unter Einbeziehung des ehemaligen Bergfrieds aus dem 13.–15. Jh., Ost-, Süd- und Westflügel mit Arkaden zum Innenhof, nach Plänen von Jörg Stern, Rustikaportal und Erker mit Renaissanceverzierung, nach Schäden im Dreißigjährigen Krieg Instandsetzung und Neubauten, 1652 bis 1656 durch Marx Schinnagl; am Bergfuß Mauerring mit zwei Schalentürmen. | D-7-71-130-77 Wikidata  | weitere Bilder                                                      |
| Schmiedgasse 1 (Standort)          | Bürgerhaus                                                          | Erdgeschossiger Traufseitbau mit hohem Mansarddach, 1799 (dendrochronologisch datiert), im 19. Jahrhundert teilweise umgebaut. | D-7-71-130-78 Wikidata  | Bürgerhaus                                                          |
| Schmiedgasse 8 (Standort)          | Stadtmauerturm des 15. Jahrhunderts                                 | | D-7-71-130-80 Wikidata  | Stadtmauerturm des 15. Jahrhunderts                                 |
| Schmiedgasse 20 (Standort)         | Bürgerhaus                                                          | Zweigeschossiger Traufseitbau mit Satteldach, 19. Jahrhundert, mit Stadtmauerturm des 15. Jahrhunderts. | D-7-71-130-81 Wikidata  | Bürgerhaus                                                          |
| Schmiedgasse 22 (Standort)         | Bürgerhaus                                                          | Zweigeschossiger Traufseitbau mit Mansarddach und Gred, 1880. | D-7-71-130-82 Wikidata  | Bürgerhaus                                                          |
| Schmiedgasse 24 (Standort)         | Bürgerhaus                                                          | Zweigeschossiger Traufseitbau mit Mansarddach und Gred, 1798. | D-7-71-130-83 Wikidata  | Bürgerhaus                                                          |
| Schmiedgasse 26 (Standort)         | Bürgerhaus                                                          | Dreigeschossiger, giebelständiger Satteldachbau, 18./19. Jahrhundert, mit Stadtmauerturm des 15. Jahrhunderts. | D-7-71-130-84 Wikidata  | Bürgerhaus                                                          |
| Stadtmauer 2 (Standort)            | Wohnhaus                                                            | Schmaler zweigeschossiger Giebelbau mit Satteldach, im Kern 18. Jahrhundert, später verändert. | D-7-71-130-85 Wikidata  | Wohnhaus                                                            |
| Stadtmauer 18 (Standort)           | Wohnhaus                                                            | Zweigeschossiger Traufseitbau mit Satteldach und Segmentbogenfenstern und Putzgliederung, 1866; zugehöriges Nebengebäude gleichzeitig. | D-7-71-130-89 Wikidata  | Wohnhaus                                                            |
| Stadtmauer 24 (Standort)           | Wohnhaus                                                            | Erdgeschossiger Giebelbau mit Greddach, im Kern 18. Jahrhundert, später verändert. | D-7-71-130-90 Wikidata  | Wohnhaus                                                            |
| Stadtmauer 27 (Standort)           | Wohnhaus                                                            | Zweigeschossiger Pultdachbau, Anfang 20. Jahrhundert, mit Stadtmauerturm des 15. Jahrhunderts. | D-7-71-130-92 Wikidata  | Wohnhaus                                                            |
| Tal (Standort)                     | Pumpbrunnen                                                         | Gusseisern, 1907. | D-7-71-130-189 Wikidata | Pumpbrunnen                                                         |
| Tal 5 (Standort)                   | Bürgerhaus                                                          | Dreigeschossiger Giebelbau mit Schleppdach, im Kern spätmittelalterlich, in der zweiten Hälfte des 17. Jahrhunderts und im 19. Jahrhundert verändert. | D-7-71-130-102 Wikidata | Bürgerhaus                                                          |
| Tal 14 (Standort)                  | Ehemalige Alte Fronfeste                                            | Zweigeschossiger Traufseitbau mit steilem Satteldach, Bodenluke, Ecknische und Putzgliederung, im Kern zweite Hälfte 17. Jahrhundert. | D-7-71-130-103 Wikidata | Ehemalige Alte Fronfeste                                            |
| Uhrmachergasse 2 (Standort)        | Bürgerhaus, sogenanntes Kreitmayrhaus                               | Zweigeschossiger Walmdachbau mit klassizistischer Fassade und Türe, 1795. | D-7-71-130-104 Wikidata | Bürgerhaus, sogenanntes Kreitmayrhaus                               |
| Wintergasse 6 (Standort)           | Wohnhaus                                                            | Erdgeschossiger, giebelständiger Mansarddachbau, im Kern 18. Jahrhundert. | D-7-71-130-108 Wikidata | Wohnhaus                                                            |
| Wintergasse 8 (Standort)           | Wohnhaus                                                            | Erdgeschossiger Giebelbau mit Satteldach, zweite Hälfte 19. Jahrhundert. | D-7-71-130-109 Wikidata | Wohnhaus                                                            |
| Wintergasse 10 (Standort)          | Wohnhaus                                                            | Zweigeschossiger Giebelbau mit Satteldach, im Kern 18. Jahrhundert. | D-7-71-130-111 Wikidata | Wohnhaus                                                            |
| Wintergasse 12 (Standort)          | Wohnhaus                                                            | Erdgeschossiger Mansarddachbau mit Gred, im Kern 18. Jahrhundert. | D-7-71-130-112 Wikidata | Wohnhaus                                                            |
| Wintergasse 14 (Standort)          | Wohnhaus                                                            | Erdgeschossiger Traufseitbau mit Mansarddach, im Kern 18. Jahrhundert. | D-7-71-130-113 Wikidata | Wohnhaus                                                            |
| Wintergasse 25 (Standort)          | Lagerhaus                                                           | Erdgeschossiger Bau mit Pultdach, Ende 18./Anfang 19. Jahrhundert. | D-7-71-130-115 Wikidata | Lagerhaus                                                           |

#### Außerhalb des Ensembles
| Lage                                 | Objekt                                                         | Beschreibung | Akten-Nr.               | Bild                                                           |
| ------------------------------------ | -------------------------------------------------------------- | --- | ----------------------- | -------------------------------------------------------------- |
| Achstraße 3 (Standort)               | Ehemaliger Getreidesilo                                        | Aus Silo-Turm und Lagerhaus zusammengesetzter Gruppenbau mit Halbwalmdächern und zurückhaltender Gliederung, Silo-Turm im Wesentlichen Stahlbeton-Konstruktion, von den Gebrüdern Rank, 1916–17.                                                                                   | D-7-71-130-162 Wikidata | weitere Bilder                                                 |
| Achstraße 25 (Standort)              | Bürgerhaus                                                     | Zweigeschossiger, giebelständiger Mansarddachbau mit Giebelluken, zweite Hälfte 18. Jahrhundert. | D-7-71-130-2 Wikidata   | Bürgerhaus                                                     |
| Afrastraße 142 (Standort)            | Katholische Wallfahrtskirche St. Afra                          | Saalbau mit flachem Tonnengewölbe über Pilastergliederung und halbrund geschlossenem Chor, Dachreiter mit Zwiebelhaube, vermutlich nach Plänen von Johann Schmuzer, fertiggestellt von Joseph Schmuzer, 1701 ff., Umbau 1807, Neuausstattung 1877/78 und 1963/64; mit Ausstattung. | D-7-71-130-3 Wikidata   | Katholische Wallfahrtskirche St. Afra                          |
| Augsburger Straße 54 (Standort)      | Wallfahrtskapelle Maria Alber                                  | Zentralbau mit Vorhalle, pilastergegliederte Vierkonchenanlage mit kreisförmiger Laternenkuppel und geschwungenem Schaugiebel, 1692 ff., Erweiterung 1717; mit Ausstattung. | D-7-71-130-4 Wikidata   | weitere Bilder                                                 |
| Haagstraße 16 (Standort)             | Ehemaliges Amtsgericht, jetzt Polizei                          | Dreigeschossiger Flachwalmdachbau in Neurenaissanceformen, 1882. | D-7-71-130-8 Wikidata   | Ehemaliges Amtsgericht, jetzt Polizei                          |
| Herrgottsruhstraße 29 (Standort)     | Priesterhaus                                                   | Zweigeschossiger Mansardwalmdachbau mit profiliertem Traufgesims, von Johann Georg Simperl, 1727 ff., Fassade und Dach erneuert; zum Komplex der Wallfahrtskirche gehörig. | D-7-71-130-27 Wikidata  | Priesterhaus                                                   |
| Herrgottsruhstraße 31; 29 (Standort) | Katholische Wallfahrtskirche Unseres Herren Ruhe               | Pilastergegliederte Hallenkirche mit Chorrotunde und nördlichem Turm, dreischiffiges Langhaus, nach Plänen von Johann Benedikt Ettl, 1731 ff.; mit Ausstattung (siehe auch: Kanzel); Friedhofsmauer.                                                                               | D-7-71-130-28 Wikidata  | weitere Bilder                                                 |
| Herrgottsruhstraße 33 (Standort)     | Mesnerhaus                                                     | Erdgeschossiger Mansarddachbau mit Ecklisenen und Zwerchhaus, 1730 errichtet. | D-7-71-130-188 Wikidata | Mesnerhaus                                                     |
| Ludwigstraße 23 (Standort)           | Villa                                                          | Zweigeschossiger, historistischer Gruppenbau mit Erker, Gesimsgliederung, rustizierten Ecken und Schopfwalmdächern, 1882 errichtet. | D-7-71-130-187 Wikidata | Villa                                                          |
| Stefanstraße 22 (Standort)           | Ehemalige Leprosenkirche St. Stephan, jetzt katholische Kirche | Flachgedeckter Saalbau mit halbrundem Schluss und Dachreiter, 1697/98; mit Ausstattung; Mesnerhaus, westlich anschließender zweigeschossiger Satteldachbau. | D-7-71-130-101 Wikidata | Ehemalige Leprosenkirche St. Stephan, jetzt katholische Kirche |
| Unterm Berg 1 (Standort)             | Bauernhaus                                                     | Mansarddachbau, Ende 18. Jahrhundert. | D-7-71-130-105 Wikidata | Bauernhaus                                                     |

### Bachern
| Lage                          | Objekt                                                                         | Beschreibung | Akten-Nr.      | Bild                                                                           |
| ----------------------------- | ------------------------------------------------------------------------------ | --- | -------------- | ------------------------------------------------------------------------------ |
| Bergstraße 17 (Standort)      | Ehemaliger Chor der katholischen Pfarrkirche St. Georg, jetzt Friedhofskapelle | Quadratischer, kreuzgratgewölbter Saalbau mit Dachreiter, im Kern erste Hälfte 13. Jahrhundert, Veränderung 15. Jahrhundert und 17./18. Jahrhundert; mit Ausstattung.                        | D-7-71-130-116 | Ehemaliger Chor der katholischen Pfarrkirche St. Georg, jetzt Friedhofskapelle |
| Georgstraße 30, 32 (Standort) | Ehemalige Nebengebäude des Schlosses                                           | Zwei erdgeschossige Satteldachbauten mit pfeilergestützter Mauer und Wappentafel, rechtwinklig zueinander durch Toreinfahrt verbunden, bezeichnet mit „1595“.                                | D-7-71-130-117 | Ehemalige Nebengebäude des Schlosses                                           |
| Georgstraße 36 (Standort)     | Katholische Pfarrkirche St. Georg                                              | Spätklassizistischer, flachgedeckter Saalbau mit eingezogenem Rechteckchor, im Osten Portalvorbau und Turm mit Zeltdach, wohl von Michael Klein, 1831, Chor 1906 erweitert; mit Ausstattung. | D-7-71-130-118 | weitere Bilder                                                                 |

### Derching
| Lage                                                         | Objekt                                     | Beschreibung | Akten-Nr.               | Bild                                       |
| ------------------------------------------------------------ | ------------------------------------------ | --- | ----------------------- | ------------------------------------------ |
| Alte Bergstraße 13 (Standort)                                | Schaufelrad                                | Unterschlächtiges Schaufelrad, um 1920/30; am Mühlengebäude. | D-7-71-130-161 Wikidata | Schaufelrad                                |
| Bürgermeister-Schlickenrieder-Straße 12 (Standort)           | Ehemaliges Pfarrhaus                       | Barockisierender zweigeschossiger Satteldachbau mit Schweifgiebel, 1922. | D-7-71-130-164 Wikidata | Ehemaliges Pfarrhaus                       |
| Bürgermeister-Schlickenrieder-Straße 18 (Standort)           | Alte katholische Pfarrkirche St. Sebastian | Romanischer, flachgedeckter Saalbau mit eingezogenem, kreuzgratgewölbtem Chor, Außengliederung durch Bogenfriese, nördlicher Satteldachturm, erste Hälfte 13. Jahrhundert, Mitte 15. Jahrhundert und 1765/66 verändert; mit Ausstattung. | D-7-71-130-119 Wikidata | Alte katholische Pfarrkirche St. Sebastian |
| Kapellenäcker, an der Straße nach Frechholzhausen (Standort) | Wegkapelle                                 | Kleiner Rechteckbau mit eingezogenem, dreiseitig geschlossenem Chor, um 1870/80; mit Ausstattung. | D-7-71-130-123 Wikidata | Wegkapelle                                 |
| Liebfrauenplatz 2 (Standort)                                 | Barocke Ausstattung                        | In Kirchenneubau. | D-7-71-130-121 Wikidata | Barocke Ausstattung                        |

### Griesbachmühle
| Lage                     | Objekt                              | Beschreibung                                                                                     | Akten-Nr.               | Bild                                |
| ------------------------ | ----------------------------------- | ------------------------------------------------------------------------------------------------ | ----------------------- | ----------------------------------- |
| Griesbachfeld (Standort) | Katholische Kapelle Heilige Familie | Schlichter Rechteckbau mit halbrundem Schluss und östlichem Zeltdachturm, 1863; mit Ausstattung. | D-7-71-130-125 Wikidata | Katholische Kapelle Heilige Familie |

### Haberskirch
| Lage                                                    | Objekt                                     | Beschreibung | Akten-Nr.               | Bild                |
| ------------------------------------------------------- | ------------------------------------------ | --- | ----------------------- | ------------------- |
| Hofberg 2 (Standort)                                    | Ehemaliges Gasthaus                        | Zweigeschossiger Satteldachbau, im Kern 17./18. Jahrhundert, später verändert; im nördlichen Ökonomiegebäude ehemaliger Stall mit Gewölben des 19. Jahrhunderts. | D-7-71-130-166 Wikidata | Ehemaliges Gasthaus |
| St.-Stefan-Straße (Standort)                            | Wegkapelle                                 | Kleiner Rechteckbau mit Satteldach, zweite Hälfte 19. Jahrhundert. | D-7-71-130-128 Wikidata | Wegkapelle          |
| St.-Stefan-Straße 35; St.-Stefan-Straße 37 b (Standort) | Ehemalige Schule                           | verputzter Massivbau, zweiteiliger Baukörper, eingeschossiger Schulsaaltrakt mit Sattel- und zweigeschossiger Trakt der Lehrerwohnung mit Krüppelwalmdach, um 1910; Nebengebäude, ehemaliges Waaghaus, eingeschossiger kleiner Putzbau mit Satteldach, gleichzeitig | D-7-71-130-196          | Ehemalige Schule    |
| St.-Stefan-Straße 45 (Standort)                         | Katholische Pfarrkirche St. Peter und Paul | Flachgedeckter Saalbau mit eingezogenem Chor und östlichem Turm mit Spitzhelm, Chor und Turmunterbau spätmittelalterlich, Langhaus 1910/11; mit Ausstattung. | D-7-71-130-127 Wikidata | weitere Bilder      |
| St.-Stefan-Straße 45 a (Standort)                       | Pfarrhaus                                  | Schlichter zweigeschossiger Satteldachbau mit Resten barocker Fassadenmalerei, Ende 17. Jahrhundert. | D-7-71-130-126 Wikidata | Pfarrhaus           |

### Harthausen
| Lage                                                  | Objekt                         | Beschreibung | Akten-Nr.               | Bild                           |
| ----------------------------------------------------- | ------------------------------ | --- | ----------------------- | ------------------------------ |
| Dasinger Straße 54 (Standort)                         | Spritzenhaus                   | Erdgeschossiger Satteldachbau mit drei Rundbogenfenstern, Ende 19. Jahrhundert.                                                                                           | D-7-71-130-130 Wikidata | Spritzenhaus                   |
| Malzhauser Straße 5 (Standort)                        | Bauernhaus                     | Wohnstallbau, erdgeschossiger Satteldachbau mit Kniestock und Zwerchgiebel, Ende 19. Jahrhundert.                                                                         | D-7-71-130-131 Wikidata | Bauernhaus                     |
| Mooswiesen, neben der Brücke über die Paar (Standort) | Kapelle                        | Kleiner Satteldachbau, 1928; mit Ausstattung. | D-7-71-130-135 Wikidata | Kapelle                        |
| Ringstraße (Standort)                                 | Katholische Kapelle St. Ursula | Saalbau mit dreiseitigem Schluss und Dachreiter, 1848; mit Ausstattung.                                                                                                   | D-7-71-130-132 Wikidata | Katholische Kapelle St. Ursula |
| Ringstraße 22 (Standort)                              | Scheune                        | Erdgeschossiger, massiver Satteldachbau mit Toren in Korbbogenform, im Kern wohl spätes 18. Jahrhundert, Mitte 19. Jahrhundert verändert, rückwärtiger Teil modernisiert. | D-7-71-130-134 Wikidata | Scheune                        |

### Hügelshart
| Lage                     | Objekt                                | Beschreibung | Akten-Nr.               | Bild                                  |
| ------------------------ | ------------------------------------- | --- | ----------------------- | ------------------------------------- |
| Nikolausweg 2 (Standort) | Katholische Filialkirche St. Nikolaus | Schlichter Saalbau mit kleiner, nischenförmiger Apsis und Satteldachturm, im Kern wohl erste Hälfte 13. Jahrhundert, im 18. Jahrhundert verändert; mit Ausstattung. | D-7-71-130-136 Wikidata | Katholische Filialkirche St. Nikolaus |

### Ottmaring
| Lage                                | Objekt                              | Beschreibung | Akten-Nr.               | Bild           |
| ----------------------------------- | ----------------------------------- | --- | ----------------------- | -------------- |
| Neuer Weg, am Wasserturm (Standort) | Wegkapelle                          | Kleiner Satteldachbau, im Kern 18. Jahrhundert, Ende 19. Jahrhundert erweitert; mit Ausstattung.                                                    | D-7-71-130-146 Wikidata | Wegkapelle     |
| St.-Michaels-Platz 7 (Standort)     | Pfarrhaus                           | Stattlicher, zweigeschossiger Satteldachbau, Giebel durch profilierte Gesimse unterteilt, um 1710/20.                                               | D-7-71-130-140 Wikidata | Pfarrhaus      |
| St.-Michaels-Platz 9 (Standort)     | Katholische Pfarrkirche St. Michael | Saalbau mit flacher Stichkappentonne und eingezogenem Chor, in neugotischen Formen, von Max Treu, 1877 ff., Umgestaltung 1976 ff.; mit Ausstattung. | D-7-71-130-139 Wikidata | weitere Bilder |

### Paar
| Lage                                             | Objekt                                       | Beschreibung | Akten-Nr.               | Bild                  |
| ------------------------------------------------ | -------------------------------------------- | --- | ----------------------- | --------------------- |
| Alter Schulweg 4 (Standort)                      | Ehemaliges Bauernhaus                        | Wohnstallbau, eingeschossiger Satteldachbau mit Kniestock und Zwerchgiebel, zweite Hälfte 19. Jahrhundert. | D-7-71-130-163 Wikidata | Ehemaliges Bauernhaus |
| Dasinger Straße (bei der Bahnstrecke) (Standort) | Wegkreuz                                     | Bezeichnet mit „1928“. | D-7-71-130-144 Wikidata | Wegkreuz              |
| St.-Johannes-Straße (Standort)                   | Kriegerdenkmal                               | Um 1920 errichtet. | D-7-71-130-184 Wikidata | Kriegerdenkmal        |
| St.-Johannes-Straße 2 (Standort)                 | Ehemalige Schule                             | Zweigeschossiger Bau mit Halbwalmdach, 1912. | D-7-71-130-181 Wikidata | weitere Bilder        |
| St.-Johannes-Straße 3 (Standort)                 | Katholische Pfarrkirche St. Johannes Baptist | Chorturmkirche, flachgedeckter Saalbau mit stark eingezogenem, kreuzgratgewölbtem Chor, östlicher Zwiebelturm, Turmunterbau wohl 13. Jahrhundert, Turmerhöhung um 1680, Langhaus 1954/55; mit Ausstattung (siehe auch: Kanzel). | D-7-71-130-143 Wikidata | weitere Bilder        |

### Rederzhausen
| Lage                        | Objekt                              | Beschreibung | Akten-Nr.      | Bild           |
| --------------------------- | ----------------------------------- | --- | -------------- | -------------- |
| Altdorfstraße 22 (Standort) | Katholische Filialkirche St. Thomas | Flachgedeckter Saalbau mit eingezogenem Chor unter Kreuzgratgewölbe, nördlicher Zwiebelturm, um 1698/99; mit Ausstattung. | D-7-71-130-145 | weitere Bilder |

### Rettenberg
| Lage                    | Objekt                             | Beschreibung | Akten-Nr.               | Bild           |
| ----------------------- | ---------------------------------- | --- | ----------------------- | -------------- |
| Rettenberg 3 (Standort) | Katholische Filialkirche St. Georg | Flachgedeckter Saalbau mit eingezogenem Rechteckchor, nördlicher Turm mit geschwungenem Spitzhelm, Langhaus und Chor um 1200, Turmunterbau um 1250, Turmerhöhung Anfang 16. Jahrhundert, Umgestaltung Mitte 18. Jahrhundert; mit Ausstattung. | D-7-71-130-147 Wikidata | weitere Bilder |

### Rinnenthal
| Lage                       | Objekt                                                  | Beschreibung | Akten-Nr.               | Bild                                                    |
| -------------------------- | ------------------------------------------------------- | --- | ----------------------- | ------------------------------------------------------- |
| Am Schloßberg 1 (Standort) | Ehemaliges Nebengebäude des Schlosses, jetzt Bauernhaus | Erdgeschossiger Satteldachbau mit Kniestock und Mittelrisalit, um 1815/20. | D-7-71-130-148 Wikidata | Ehemaliges Nebengebäude des Schlosses, jetzt Bauernhaus |
| Aretinstraße (Standort)    | Kriegerdenkmal                                          | Um 1920 errichtet. | D-7-71-130-185          | Kriegerdenkmal                                          |
| Aretinstraße 15 (Standort) | Filialkirche St. Laurentius                             | Saalbau mit flacher Stichkappentonne und nördlichem Satteldachturm, im Kern 12./13. Jahrhundert, Chor und Turm zweite Hälfte 15. Jahrhundert, Umgestaltung um 1725, Erweiterung 1934; mit Ausstattung. | D-7-71-130-149 Wikidata | Filialkirche St. Laurentius                             |

### Rohrbach
| Lage                      | Objekt                                       | Beschreibung | Akten-Nr.               | Bild           |
| ------------------------- | -------------------------------------------- | --- | ----------------------- | -------------- |
| Dorfstraße 1 a (Standort) | Katholische Filialkirche St. Maria Magdalena | Flachgedeckter Saalbau mit eingezogenem, tonnengewölbtem Rechteckchor, nördlicher Satteldachturm, im Kern wohl zweite Hälfte 13. Jahrhundert, verändert im späten 15. Jahrhundert; mit Ausstattung; ummauerte Anlage auf Berghügel. | D-7-71-130-151 Wikidata | weitere Bilder |

### Stätzling
| Lage                                | Objekt                                 | Beschreibung | Akten-Nr.               | Bild                                   |
| ----------------------------------- | -------------------------------------- | --- | ----------------------- | -------------------------------------- |
| Pfarrer-Bezler-Straße 3 (Standort)  | Mörtelplastik, hl. Leonhard und Pferde | Von Bartholomäus Ostermeier, 1894; am Stadel. | D-7-71-130-153 Wikidata | Mörtelplastik, hl. Leonhard und Pferde |
| Pfarrer-Bezler-Straße 7 (Standort)  | Ehemaliges Schloss, jetzt Gasthaus     | Zweigeschossiger Walmdachbau mit Traufgesims, im Kern um 1695/96 (dendrochronologisch datiert). | D-7-71-130-154 Wikidata | Ehemaliges Schloss, jetzt Gasthaus     |
| Pfarrer-Bezler-Straße 14 (Standort) | Katholische Pfarrkirche St. Georg      | Blockhafter Rechteckbau mit schlankem Zwiebelturm, pilastergegliederter Saalbau mit Stichkappentonne und eingezogenem Rechteckchor, von Johann Schmuzer, 1696–99; mit Ausstattung; zugehörig Ölbergkapelle, schlichter, pilastergegliederter Rechteckbau mit Satteldach, wohl Ende 17. Jahrhundert; mit Ausstattung. | D-7-71-130-155 Wikidata | weitere Bilder                         |
| St.-Anton-Straße 6 (Standort)       | Loretokapelle                          | Kleiner Rechteckbau mit geschweiften Giebeln und Dachreiter, 1688. | D-7-71-130-156 Wikidata | Loretokapelle                          |

### Wiffertshausen
| Lage                         | Objekt                                 | Beschreibung | Akten-Nr.               | Bild           |
| ---------------------------- | -------------------------------------- | --- | ----------------------- | -------------- |
| Hochglasbreiten 2 (Standort) | Katholische Filialkirche St. Stephanus | Flachgedeckter Saalbau mit eingezogenem Chor unter Stichkappentonne und Dachreiter, Chor 15. Jahrhundert, Langhaus Mitte 18. Jahrhundert, 1868 erweitert; mit Ausstattung. | D-7-71-130-157 Wikidata | weitere Bilder |

### Wittenberg
| Lage                    | Objekt   | Beschreibung                      | Akten-Nr.               | Bild     |
| ----------------------- | -------- | --------------------------------- | ----------------------- | -------- |
| Wittenberg 1 (Standort) | Wegkreuz | 19. Jahrhundert, mit Arma Christi | D-7-71-130-150 Wikidata | Wegkreuz |

### Wulfertshausen
| Lage                           | Objekt                                                | Beschreibung | Akten-Nr.               | Bild           |
| ------------------------------ | ----------------------------------------------------- | --- | ----------------------- | -------------- |
| Kirchstraße 1 (Standort)       | Katholische Filial- und Wallfahrtskirche Maria Schnee | Saalbau mit Flachtonne und eingezogenem Chor, nördlicher Turm mit Spitzhelm, Chor und Turm um 1470, Langhaus 1641, Umgestaltung 1701; mit Ausstattung; ehemalige Kapelle Mariä Heimsuchung, kleiner Satteldachbau mit Giebelfront, wohl Mitte 17. Jahrhundert, 1755 verändert; in ummauertem Friedhof. | D-7-71-130-158 Wikidata | weitere Bilder |
| Oberer Dorfweg 1, 3 (Standort) | Kirchenzentrum St. Radegundis                         | Gebäudegruppe um Innenhof mit Brunnen und eingestelltem Umgang; kath. Kirche, quadratischer Putzbau, mit tiefgezogenem Pultdach und mit nach Osten unter hier mehrfach gestuftem Pultdach angegliederter Halle und Gemeinderäumen; Pfarrzentrum mit Mesnerwohnung, zweigeschossiger Pultdachbau mit Zwerchhäusern; Kindergarten, erdgeschossiger Bau mit zueinander versetzten Pultdächern, von Josef Wiedemann, 1976–1981; mit bildhauerischer Ausstattung von Blasius Gerg. | D-7-71-130-190          | weitere Bilder |

## Ehemalige Baudenkmäler
In diesem Abschnitt sind Objekte aufgeführt, die früher einmal in der Denkmalliste eingetragen waren, jetzt aber nicht mehr. Objekte, die in anderem Zusammenhang also z. B. als Teil eines Baudenkmals weiter eingetragen sind, sollen hier nicht aufgeführt werden. Aktennummern in diesem Abschnitt sind ehemalige, jetzt nicht mehr gültige Aktennummern.

| Lage                                    | Objekt     | Beschreibung | Akten-Nr.              | Bild       |
| --------------------------------------- | ---------- | --- | ---------------------- | ---------- |
| Friedberg Bauernbräustraße 3 (Standort) | Bürgerhaus | Traufseitiger, zweigeschossiger Mansarddachbau mit Ladeluken und Kranbalken, Ende 18. Jahrhundert, im 20. Jahrhundert mehrfach verändert. 2018 bei Abriss des Nachbargebäudes beschädigt. | D-7-71-130-10 Wikidata | Bürgerhaus |
| Friedberg Pfarrstraße 8 (Standort)      | Bürgerhaus | Zweigeschossiger Geieblbau mit Greddach und Giebelluken, 18. Jahrhundert. | D-7-71-130-68 Wikidata | Bürgerhaus |

## Abgegangene Baudenkmäler
In diesem Abschnitt sind Objekte aufgeführt, die früher einmal in der Denkmalliste eingetragen waren, jetzt aber nicht mehr existieren, z. B. weil sie abgebrochen wurden. Aktennummern in diesem Abschnitt sind ehemalige, jetzt nicht mehr gültige Aktennummern.

| Lage                               | Objekt         | Beschreibung                                                                              | Akten-Nr.               | Bild           |
| ---------------------------------- | -------------- | ----------------------------------------------------------------------------------------- | ----------------------- | -------------- |
| Harthausen Am Bubberg 3 (Standort) | Handwerkerhaus | Erdgeschossiger Mansarddachbau mit zweigeschossigem Anbau, zweite Hälfte 19. Jahrhundert. | D-7-71-130-129 Wikidata | Handwerkerhaus |